# Internationale Demokratische Union

(Stand: Oktober 2019)

Die Internationale Demokratische Union, eigentlich Internationale Demokratie-Union (IDU, englisch International Democracy Union, bis September 2023 International Democrat Union) ist eine Arbeitsgemeinschaft über 80 Parteien aus über 60 Ländern.
Weitere rund 30 Parteien gehören nur einer regionalen Untergruppe an. Die Jugendorganisation ist die IYDU.
Die IDU sieht sich als Forum, das die Basis für Kontakte, Diskussionen und Netzwerkbildungen der konservativen und christlichen Parteien in der Welt ermöglicht.
Gegenwärtiger Vorsitzender ist der ehemalige kanadische Premierminister Stephen Harper. Er und die anderen Funktionäre der IDU werden von einem alle drei bis vier Jahre stattfindenden Gipfeltreffen der Vorsitzenden der Mitgliedsparteien gewählt. Zu den Vizepräsidenten zählen die deutschen Politiker David McAllister, MdEP CDU, und Florian Hahn, MdB CSU, sowie der österreichische ÖVP-Politiker und EU-Kommissar Johannes Hahn als Vertreter der EVP.

## Geschichte
Die IDU hat ihren Hauptsitz in München, Deutschland, Die IDU wurde 1983 gegründet und bietet ein Forum, in dem Parteien mit ähnlichen Überzeugungen zusammenkommen und Meinungen zu politischen und organisatorischen Interessen austauschen können, um voneinander zu lernen, gemeinsam zu handeln, Kontakte zu knüpfen und mit einer gemeinsamen Stimme zu sprechen, um weltweit die Demokratie zu fördern. Zu den Gründungsmitgliedern der IDU gehören die britische Premierministerin Margaret Thatcher, der US-Vizepräsident George Bush Sr., der zum damaligen Zeitpunkt Pariser Bürgermeister und spätere Präsident Frankreichs, Jacques Chirac, der deutsche Kanzler Helmut Kohl und weitere Parteichefs.
Demnach könne ein Land nur dann sein volles Potenzial entfalten, wenn es die Ideale liberaler Demokratie, die Freiheit des Einzelnen und die Notwendigkeit des Wirtschaftswachstums auf Eigeninitiative und freie, wettbewerbsfähige Unternehmenswirtschaften anerkenne. Die  IDU sieht ihr Entstehen als Antwort auf eine globalisierte Welt, in der ein Parlamentsbeschluss in einem Land die Politik in einem anderen beeinflussen kann.
Durch die IDU können die Mitgliedsparteien politische Ideen austauschen, sich gegenseitig unterstützen, um politische Argumente abzusprechen und zu vertiefen und damit letztlich Wahlen zu gewinnen. Es finden regelmäßige Treffen der gesamten IDU und ihrer regionalen Organisationen statt.
Bei IDU Executive Meetings werden Briefings zu aktuellen weltpolitischen und geostrategischen Themen behandelt. Neben Vorstandssitzungen und Sitzungen des Ständigen Ausschusses der IDU für auswärtige Angelegenheiten veranstaltet die IDU Veranstaltungen wie das Young Leaders' Forum sowie Informationsreisen und Wahlbeobachtungen. Alle vier Jahre findet eine große Veranstaltung parallel zur Republican Convention statt, die letzte im September 2012 in Tampa (Florida).

## International Women’s Democrat Union
Die International Women’s Democrat Union (IWDU) ist eine Vereinigung, die sich der Förderung von Frauen und der Bearbeitung wichtiger Frauenfragen innerhalb der globalen Parteienfamilie von mitte-rechts Parteien verschrieben hat. Die Organisation besteht aus weiblichen Mitgliedern gleichgesinnter Parteien. Die IWDU bietet weiblichen Führungskräften Möglichkeiten zur Vernetzung, Stärkung, Sichtbarkeit und ermutigt diese, politische Ämter zu übernehmen.

## International Young Democrat Union
Die International Young Democrat Union (IYDU) ist ein globales Bündnis von Jugendorganisationen der Mitte-Rechts-Parteien, die durch den gemeinsamen Wunsch nach mehr Freiheit und weniger Regierung verbunden sind. 1981 gegründet, zwei Jahre vor ihrer Mutterorganisation, der International Democrat Union (IDU), die 1983 entstand, ist die IYDU auf mehr als 120 Mitglieder aus über 81 verschiedenen Nationen angewachsen.
Heute vereint die IYDU Mitglieder mit einer reichen Geschichte, Kultur und politischen Traditionen, verbunden durch ein gemeinsames Bekenntnis zur Freiheit und zur Bekämpfung des Sozialismus. Während des ganzen Jahres veranstaltet die IYDU weltweit eine Reihe von Veranstaltungen. Aktuelle und zukünftige Führungskräfte vernetzen sich, diskutieren Ideologien, tauschen Ideen aus und bauen Freundschaften auf. Die Beteiligung an der IYDU ist nach eigener Darstellung „ein Bekenntnis zu einer besseren Welt, die durch einen echten demokratischen Prozess geschaffen wird“.

## Gründungsmitglieder
Die IDU wurde am 24. Juni 1983 in London gegründet mit Alois Mock als erstem Vorsitzenden. Die 19 Gründungsmitglieder und deren Unterzeichner waren:
- Australien: Liberal Party (Andrew Peacock)
- Dänemark: Det Konservative Folkeparti (Poul Schlüter)
- Deutschland: CDU (Helmut Kohl) und CSU (Franz Josef Strauß)
- Finnland: Nationale Sammlungspartei (Ilkka Suominen)
- Frankreich: Rassemblement pour la République (Jacques Chirac)
- Griechenland: Nea Dimokratia (Evangelos Averoff-Tositsas)
- Japan: Liberaldemokratische Partei (Tatsuo Tanaka)
- Kanada: Progressiv-konservative Partei (Erik Nielsen)
- Neuseeland: National Party (Susanne Wood)
- Norwegen: Høyre (Jo Benkow)
- Österreich: ÖVP (Alois Mock)
- Portugal: Centro Democrático Social (Lucas Pires)
- Schweden: Moderata samlingspartiet (Ulf Adelsohn)
- Spanien: Partido Demócrata Popular (Óscar Alzaga) und Alianza Popular (Manuel Fraga Iribarne)
- Vereinigtes Königreich: Conservative Party (Margaret Thatcher)
- Vereinigte Staaten: Republikanische Partei (Frank J. Fahrenkopf)
- Zypern: Dimokratikos Synagermos (Glafkos Klerides)

## Mitgliedsparteien
- Mitgliedsparteien
  - Albanien – Partia Demokratike e Shqipërisë, Demokratische Partei Albaniens; Partia Republikane e Shqipërisë, Republikanische Partei Albaniens
  - Argentinien – Propuesta Republicana, republikanischer Vorschlag
  - Aserbaidschan – Azərbaycan Milli İstiqlal Partiyası, Aserbaidschanische Nationale Unabhängigkeitspartei;
  - Australien – Liberale Partei Australiens, Liberale Partei Australiens;
  - Belgien – Nieuw-Vlaamse Alliantie, Nieuw-Vlaamse Alliantie
  - Bolivien – Movimiento Demócrata Social, sozialdemokratische Bewegung
  - Bosnien und Herzegowina – Hrvatska demokratska zajednica Bosne i Hercegovine, Kroatische Demokratische Union von Bosnien und Herzegowina; Demokratische Fortschrittspartei (PDP), Demokratische Fortschrittspartei
  - Brasilien – União Brasil;
  - Bulgarien – Гражданиза европейско развитие на България (GERB), Bürger für die europäische Entwicklung Bulgariens
  - Chile
    1. Unión Demócrata Independiente (UDI), Unabhängige Demokratische Union
    2. Renovación Nacional, (RN), Nationale Renovierung;

  - Costa Rica – Partido Unidad Social Cristiana, Christlich-Soziale Einheitspartei
  - Dänemark – Det Konservative Folkeparti, Konservative Volkspartei;
  - Deutschland
    1. Christlich Demokratische Union (CDU), Christlich Demokratische Union;
    2. Christlich-Soziale Union (CSU), Christlich-Soziale Union (Bayern)

  - Dominikanische Republik – Fuerza Nacional Progresista, Nationale Fortschrittskraft
  - Ecuador – Movimiento CREO, CREO-Bewegung
  - El Salvador – Alianza Republicana Nacionalista (Arena), Nationalistische Republikanische Allianz;
  - Estland – Isamaa;
  - Finnland – Kansallinen Kokoomus (Kok), Nationale Koalitionspartei;
  - Georgien – ერთიანი ნაციონალური მოძრაობა (ENM), United National Movement
  - Ghana – Neue Patriotische Partei (NPP), Neue Patriotische Partei;
  - Grenada – Neue Nationalpartei(NNP);
  - Griechenland – ΝέαΔημοκρατία (NΔ), Neue Demokratie;
  - Guatemala – Unionistische Partei (Guatemala)
  - Island – Sjálfstæðisflokkurinn , Unabhängigkeitspartei (Island)
  - Israel – הליכוד, Konsolidierung;
  - Italien – Fratelli d'Italia, Brüder Italiens;Forza Italia, Forza Italien
  - Kanada – Konservative Partei Kanadas;
  - Kenia – Kenya African National Union, Kenya African National Union;Demokratische Partei Kenias, Demokratische Partei
  - Kolumbien – Partido Conservador Colombiano, Kolumbianische Konservative Partei
  - Kroatien – Hrvatska Demokratska Zajednic(HDZ), Kroatische Demokratische Union;
  - Kuba – Partido Demócrata Cristiano de Cuba, Christlich-Demokratische Partei Kubas;Asamblea de la Resistencia Cubana, Versammlung des kubanischen Widerstands
  - Lettland – Nacionālā apvienība (NA), Nationale Allianz (Lettland)
  - Libanon – Ḥizb al-Katā'ib al-Lubnānīya, Parti Kataeb – Libanesische Sozialdemokratische Partei
  - Litauen – Tėvynės sąjunga-Lietuvos konservatoriai (TS-LK), Union für das Vaterland
  - Malediven – Maledivische Demokratische Partei (MDP);
  - Marokko – Istiqlal-Partei(PI);
  - Mongolei – Ардчилсан нам, Demokratische Partei;
  - Nepal – राष्ट्रिय प्रजातन्त्र पार्टी, Nationaldemokratische Partei (Nepal)
  - Neuseeland – New Zealand National Party(National), National Party of New Zealand;
  - Nigeria – Peoples Democratic Party (PDP), People’s Democratic Party (Nigeria)
  - Norwegen – Høyre, rechts;
  - Nordmazedonien – VMRO-DPMNE, Interne Mazedonische Revolutionäre Organisation – Demokratische Partei für Mazedonische Nationale Einheit
  - Österreich – Österreichische Volkspartei (ÖVP), Österreichische Volkspartei;
  - Panama – Cambio Democratico, Demokratischer Wandel (Panama)
  - Paraguay – Partido Colorado (Paraguay), Colorado Party
  - Peru – Partido Popular Cristiano, Christliche Volkspartei
  - Portugal – Partido Popular, Volkspartei;
  - Republik Moldau – Partidul Acțiune și Solidaritate (PAS), Aktions- und Solidaritätspartei
  - Rumänien – Partidul Național Liberal, Nationalliberale Partei
  - Russland – СПС – Союз правых сил, Union der Rechten Kräfte
  - Schweden – Moderata samlingspartiet, Moderate Partei;Kristdemokraterna, Christdemokraten (Schweden)
  - Serbien – Српска напредна странка(SNS), Serbische Fortschrittspartei;
  - Slowenien – Slovenska demokratska stranka(SDS), Slowenische Demokratische Partei;
  - Spanien – Partido Popular (PP), Volkspartei;
  - Sri Lanka – Vereinigte Nationalpartei(UNP), Vereinigte Nationalpartei;
  - St. Vincent und die Grenadinen – Neue Demokratische Partei, Neue Demokratische Partei;
  - St. Lucia – Vereinigte Arbeiterpartei (St. Lucia), Vereinigte Arbeiterpartei (St. Lucia)
  - Südafrika – IQembu leNkatha yeNkululeko, Inkatha Freedom Party
  - Südkorea – 국민의힘 (PPP), Macht dem Volk (Südkorea)
  - Tansania – Chama cha Demokrasia na Maendeleo(Chadema), Partei für Demokratie und Fortschritt;
  - Taiwan (Republik China) – 中國國民黨,Guomindang, Chinesische Nationalistische Partei;
  - Tschechien – strana (ODS), Demokratische Bürgerpartei;TOP 09
  - Uganda – Jukwaa la Mabadiliko ya Kidemokrasia (FDC), Forum für demokratischen Wandel
  - Ukraine – Солідарність, Europäische Solidarität;Всеукраїнське об'єднання, Allukrainische Union
  - Venezuela – Proyecto Venezuela, venezolanisches Projekt;Partido Político Encuentro Ciudadano, Bürgerversammlung
  - Vereinigte Staaten – Republikanische Partei, Republikanische Partei;
  - Vereinigtes Königreich – Conservative & Unionist Party, Conservative and Unionist Party;
  - Weißrussland – Партыя БНФ, Volksfront;Vereinigte Zivilpartei Weißrusslands
  - Zypern – ΔημοκρατικόςΣυναγερμός (ΔΗ.ΣΥ.), Demokratische Kundgebung

## Schwesterorganisationen
- International Young Democrat Union
- International Women’s Democrat Union

## Regionale Organisationen
- Europäische Konservative und Reformer (EKR)
- Asiatische Pazifische Demokratische Union (APDU)
- Demokratische Union Afrikas (DUA)
- Union der lateinamerikanischen Parteien (UPLA)
- Karibische Demokratische Union (CDU)
- Europäische Volkspartei (EVP)

## Richtung
- Richtung
  - Präsident: Stephen Harper (Konservative Partei Kanadas, 22. Premierminister Kanadas von 2006 bis 2015)
  - Vizepräsident: Brian Loughnane (Liberale Partei Australiens)
  - Ehrenpräsident: Lord Michael Ashcroft (Konservative Partei des Vereinigten Königreichs)
  - Geschäftsführende Vizepräsidenten:
    - Hon. Antonio Giordano MP (Fratelli d'Italia)
    - Hon. Tundu Lissu (CHADEMA)
    - Hon. Scott Morrison (Liberale Partei Australiens)
    - Rt. Hon. Dame Priti Patel MP (Konservative Partei des Vereinigten Königreichs)
    - Diego Schalper Abgeordneter (Renovación Nacional, Chile)
    - David McAllister, MdEP (Christlich-Demokratische Union)

  - Vizepräsidenten:
    - Marwan Abdallah (Kataeb-Partei)
    - Louisa Atta-Agyemang (Neue Patriotische Partei)
    - Gouverneur Haley Barbour (Republikanische Partei)
    - Hon. Deborah Bergamini Abgeordnete (Forza Italia)
    - Stellvertretender Minister Tasos Chatzivasileiou MP (Neue Demokratie)
    - Rt.Hon. Allen Chastanet MP (United Workers Party)
    - Hon. Judith Collins KC, MP (National Party)
    - Dr. Rahhal El Makkaoui (Istiqlal-Partei)
    - Carlo Fidanza, MdEP (EKR)
    - Staatsminister Florian Hahn MdB (Christlich-Soziale Union)
    - Lord Daniel Hannan (Konservative Partei des Vereinigten Königreichs)
    - Gabriel Mato MdEP (Partido Popular)
    - Julian Obiglio (PRO)
    - Marco Solares (Unionistische Partei)
    - Mehrheitsführer Jens Spahn MdB (CDU)
    - Kommissarin Dubravka Šuica (Hrvatska Demokratska Zajednic)
    - SE Elbegdorj Tsakhiagiin (Ардчилсан нам, Demokratische Partei)

  - Politische Beraterin: Eva Gustavsson (Moderata Samlingspartiet, Schweden)
  - Generalsekretärin: Tina Mercep